# シオマラ・レイエス
シオマラ・レイエス （Xiomara Reyes）は、キューバ出身のバレエダンサー。
キューバ国立バレエ学校で学び、卒業後キューバ国立バレエ団へ入団。1990年、ヴァルナ国際バレエコンクールベストカップル賞受賞。ベルギーの王立フランドル・バレエ団に招かれ7年在籍し、最高位のソリストとなった。
2001年、アメリカン・バレエ・シアター入団。2003年よりプリンシパルである。

## レパートリー
- マノン
- ロミオとジュリエット
- シンデレラ
- 海賊
- ドン・キホーテ
- ジゼル
- メリー・ウィドウ
- くるみ割り人形
- ライモンダ
- オテロ
- ペトルーシュカ
- ラ・バヤデール
- シンフォニー・イン・C